# سن-ژرمن-دو-ژو
سن-ژرمن-دو-ژو (به فرانسوی: Saint-Germain-de-Joux) یک کمون در فرانسه است که در canton of Bellegarde-sur-Valserine واقع شده‌است.

## خصوصیات
سن-ژرمن-دو-ژو ۱۱٫۲۷ کیلومترمربع مساحت و ۴۹۴ نفر جمعیت دارد.